# Etiopia na Letnich Igrzyskach Paraolimpijskich 2012
Etiopię na Letnich Igrzyskach Paraolimpijskich 2012 w Londynie reprezentowało 4 zawodników.
Był to szósty start reprezentacji Etiopii na Letnich igrzyskach paraolimpijskich.

## Zdobyte medale
| Medal  | Zawodnik        | Dyscyplina    | Konkurencja               | Data       |
| ------ | --------------- | ------------- | ------------------------- | ---------- |
| Srebro | Wondiye Indelbu | Lekkoatletyka | Bieg na 1500 metrów (T46) | 4 września |

## Kadra

### Lekkoatletyka
Mężczyźni
| Zawodnik        | Konkurencja | Kwalifikacje | Kwalifikacje | Finał   | Finał   |
| Zawodnik        | Konkurencja | Wynik        | Pozycja      | Wynik   | Pozycja |
| --------------- | ----------- | ------------ | ------------ | ------- | ------- |
| Wondiye Indelbu | 1500m T46   | 4:00.21      | 2. Q         | 3:50.87 |         |
| Tesfalem Kebede | 800m T46    | 1:57.22      | 6.           | NQ      | NQ      |
| Tesfalem Kebede | 1500m T46   | 4:09.51      | 5.           | NQ      | NQ      |
| Kiross Redae    | 800m T46    | 1:59.95      | 4.           | NQ      | NQ      |

Kobiety
| Zawodnik      | Konkurencja | Kwalifikacje | Kwalifikacje | Finał   | Finał   |
| Zawodnik      | Konkurencja | Wynik        | Pozycja      | Wynik   | Pozycja |
| ------------- | ----------- | ------------ | ------------ | ------- | ------- |
| Yengus Azenaw | 100m T46    | 14.41        | 5.           | NQ      | NQ      |
| Yengus Azenaw | 200m T46    | 29.96        | 6.           | NQ      | NQ      |
| Yengus Azenaw | 400m T46    | —            | —            | 1:04.93 | 6.      |